# Napoleone I, imperatore
Il Napoleone I, imperatore è un dipinto olio su tela di François Gérard, realizzato nel primo decennio del XIX secolo e conservato all'interno del Museo nazionale di Capodimonte, a Napoli.

## Storia e descrizione
François Gérard dipinse il ritratto ufficiale di Napoleone Bonaparte nel 1805, destinato in un primo momento all'Hôtel de Talleyrand e poi conservato alla reggia di Versailles. Da questo vennero tratte numerose copie da inviare a tutti gli stati dell'impero: una di queste giunse a Napoli, probabilmente insieme all'arrivo di Gioacchino Murat, anche se non si conosce il luogo della sua prima esposizione. Con il ritorno sul trono nel regno delle due Sicilie della dinastia borbonica, il dipinto venne prima trasferito alla reggia di Portici, per essere conservato in un granaio, non visibile al pubblico, poi, negli anni quaranta del XIX secolo, quando venne attribuito a François Gérard, fu esposto nel piano nobile della reggia per il suo valore artistico. Da un inventario del 1874 l'opera risultò essere attribuita a Anne-Louis Girodet de Roussy-Trioson e spostata nella reggia di Capodimonte, divenuta poi la sua sede definitiva, alla sala 54, nella zona dell'Appartamenti Reale.
Seppur una copia, la tela mostra particolarità proprie che la differiscono dall'originale: Napoleone viene raffigurato come una sorta di David, in piedi, con corona di alloro abbigliato con un manto, e nella mano destra impugna lo scettro di Carlo V, mentre su un cuscino alla sua destra sono poggiati la mano di giustizia e il globo imperiali; sullo sfondo si intravede il trono. I toni celebrativi dell'opera si riconoscono sia nelle cromie accese che nella sua cornice, di manifattura francese e sormontata da una cimasa con gli emblemi di Napoleone.